# Гідромедуза
Гідромедуза (Hydromedusa) — рід черепах з родини Змієшиї черепахи підряду Бокошиї черепахи. Має 2 види.

## Опис
Загальна довжина представників цього роду коливається від 17 до 28 см, вкрай рідко — 30 см. Спостерігається статевий диморфізм — самиці більші за самців. Голова сплощена. Шия струнка, надзвичайно витягнута, значно перевищує карапакс у довжину. Передні лапи мають по 4 кігтя. Забарвлення карапакса сірувате, коричневе. Пластрон дещо світліше.

## Спосіб життя
Значну частину життя проводять у прісноводних водоймах або біля них на узбережжі. Активні вночі. Намагаються не потрапляти на сонце. Харчуються рибою, равликами, земноводними та водяними безхребетними.
Самиці відкладають до 15 яєць.

## Розповсюдження
Мешкають у Бразилії, Парагваї, Уругваї та Аргентині.

## Види
- Hydromedusa maximiliani
- Hydromedusa tectifera